# Paul Durand-Ruel portréja
Paul Durand-Ruel portréja Pierre-Auguste Renoir alkotása, amely egy magángyűjtemény darabja. 
Paul Durand-Ruel francia műkereskedő kiemelt szerepet vállalt az impresszionista festők támogatásában, műveik elismertségének növelésében, és közeli barátságban volt Renoirral, akitől nagyjából 1500 festményt vett.
Renoir 1910-ben festette meg az akkor 79 éves üzletember arcképét. A férfit fotelben ülve ábrázolja a festő, a kép atmoszférája nyugalmat és méltóságot sugall, mintha valamin elmélkedne a modell. Renoir lágy fényekkel és könnyű ecsetvonásokkal teremti még a képből áradó melegséget. Színpalettája visszafogott, földszínek, valamint a modell öltözetének feketéje, a karosszék vöröse és a háttér bézse dominálja. Mindez azt szolgálja, hogy a festő Paul Durand-Ruel kiegyensúlyozott, nyugodt arcára vonzza a szemlélő tekintetét.